# EVO1/o
EVO1/o je jednosměrná oboustranná čtyřnápravová plně nízkopodlažní tramvaj, vyvinutá a vyrobená českou Aliancí TW Team (Pragoimex, VKV Praha a Krnovské opravny a strojírny). Vznikla odvozením ze standardního typu EVO1 pro potřeby Dopravního podniku města Olomouce, který tyto vozy používá na trati na Nové Sady s úvraťovým ukončením.

## Popis
Vozidlo bylo vytvořeno odvozením z typu EVO1. Jedná se o plně nízkopodlažní motorový tramvajový vůz o délce 15 m se dvěma otočnými podvozky. Typ EVO1/o je jednosměrný (kabina řidiče na jednom čele), ale oboustranný, takže disponuje celkem sedmi dveřmi v obou bočnicích (z toho první dveře za kabinou řidiče jednokřídlé, 4 na jedné straně, 3 na druhé straně). Tramvaj je spřahována zadní částí s druhým vozem stejného typu do obousměrné soupravy. Salon pro cestující s kapacitou 158 míst (z toho 30 míst k sezení) je klimatizován a disponuje Wi-Fi připojením a USB porty k nabíjení elektronických zařízení.
Jediná tramvaj druhé série č. 124, dodaná v roce 2022, byla z výroby vybavena pasivním antikolizním systémem MobilEye Shield+. Vozy třetí série dodávané od roku 2024 byly z výroby vybaveny aktivním antikolizním systémem Škoda Digital. Ten byl během roku 2024 doplněn i do staršího vozu č. 123.

## Dodávky tramvají
Dopravní podnik města Olomouce (DPMO) objednal v říjnu 2017 (na základě soutěže zahájené v červnu 2016) od společnosti Krnovské opravy a strojírny tři oboustranné tramvaje EVO1/o a pět běžných vozů EVO1. Tramvaje EVO1/o č. 121–123 byly dodány v listopadu 2018 a do provozu byly poprvé vypraveny 4. prosince 2018. Druhá soutěž DPMO na jediný obousměrný vůz byla zahájena v lednu 2020. Jejím vítězem se v dubnu 2020 stala společnost Pragoimex, která tramvaj č. 124 dodala v lednu 2022. V listopadu 2023 uzavřel DPMO se společností Pragoimex smlouvu na dalších devět tramvají EVO1/o, které mají být dodány do listopadu 2025. První vůz (č. 125) byl do Olomouce dodán v prosinci 2024 a do provozu zařazen v únoru 2025.
| Současný stát | Město   | Článek | Typ    | Roky dodávek | Počet vozů | Evidenční čísla při dodání | Poznámky | Zdroj |
| ------------- | ------- | ------ | ------ | ------------ | ---------- | -------------------------- | -------- | ----- |
| Česko         | Olomouc | článek | EVO1/o | 2018–2025    | 9          | 121–129                    |          | [ 6 ] |